# Grauers zanger
Grauers zanger (Graueria vittata) is een zangvogel uit de familie Acrocephalidae (rietzangers). Deze vogel is genoemd naar zijn ontdekker, de Oostenrijkse zoöloog Rudolf Grauer (1870-1927).

## Verspreiding en leefgebied
Deze soort komt voor in de bergwouden van oostelijk Congo-Kinshasa, zuidwestelijk Oeganda en westelijk Rwanda.

## Status
De grootte van de populatie is niet gekwantificeerd maar de soort wordt omschreven als schaars tot plaatselijk algemeen. Op de Rode lijst van de IUCN heeft deze soort de status niet bedreigd.